# ده فرمان (قسمت دهم)
ده فرمان (اپیزود دهم) دهمین و آخرین قسمت از مجموعه ده قسمتی ده فرمان ساخته کریشتوف کیشلوفسکی است.
این مجموعه بین سال‌های ۱۹۸۸ تا ۱۹۸۹ میلادی ساخته شد، کریشتوف کیشلوفسکی به همراه کشیشتف پیسیویچ فیلمنامه این مجموعه را به نگارش درآوردند.

## خلاصه داستان
به اموال همسایهٔ خود طمع مورز
آرتور و یرژی پسران پدری هستند که چند روزی‌ست با خبر مرگ پدرشان روبرو شده‌اند. فاصلهٔ بعید احساسی پسران و پدر، آن دو از احوالات پدر بی‌خبر گذاشته‌است. مرگ پدر آن دو را به شناخت بهتر زندگی پدر رهنمون ساخته و عواطف پدری و فرزندی را غالب بر فضای داستان می‌کند. یافتن دفترچهٔ تمبرهای پدر که از ارزشش بی‌خبرند و آگاهی یافتن از میراث فرهنگی که پدر برایشان به جای گذاشته روند زندگی این دو برادر را از حال طبیعی خارج می‌کند. گویی تا کنون هیچ از پدر نمی‌دانسته‌اند و به واکاوی گذشتهٔ مبهم پدر و جریانات جمع‌آوری کلکسیون تمبرهای پدر می‌پردازند…